# Red Sea FC
Der Red Sea Football Club ist ein eritreischer Fußballverein aus Asmara. Der Verein spielt in der ersten Liga, der Eritrean Premier League spielt. Mit 14 Meistertiteln ist er der erfolgreichste Verein des Landes.

## Geschichte
Der Red Sea FC wurde 1945 unter dem Namen Key Baher gegründet. 1947/48 nahm als dritter und einziger eritreischer Verein neben Saint-George SA und Mechal SC an der äthiopischen Fußballmeisterschaft teil und feierte am Ende den Titelgewinn.
Nach der Reise zum Kagame Interclub Cup 2011 in Tansania kehrten dreizehn Mitglieder der Mannschaft nicht nach Eritrea zurück und beantragten politisches Asyl.

## Erfolge
- Äthiopischer Meister: 1948
- Eritreischer Meister: 1995, 1998, 1999, 2000, 2002, 2005, 2009, 2010, 2011, 2012, 2013, 2014, 2019, 2023
- Independence Cup: 2006

## Stadion
Der Verein trägt seine Heimspiele im Cicero-Stadion aus, welches 1938 von dem italienischen Geschäftsmann Francesco Cicero erbaut wurde.